# 玩物
《玩物》（韓語：노리개）是2013年4月18日上映的一部韓國電影，以发生在韓國女星張紫妍身上的真实事件為藍本拍摄，讲述了韩国娱乐圈的黑暗面，包括陪睡和性虐待。

## 剧情
主角女星鄭智熙因遭遇职场潜规则，被強迫陪酒及性交易，最后自殺。記者李長浩和檢察官金美萱对此展开调查，希望能查明真相。

## 演員

### 主要演員
- 馬東石 飾演 記者李長浩
- 閔智賢 飾演 女明星鄭智熙
- 李升妍 飾演 檢察官金美萱

## 外部連結
- 互联网电影数据库（IMDb）上《玩物》的资料（英文）